# 백석산
백석산(白石山)은 대한민국 강원특별자치도 평창군 대화면 신리와 진부면 화의리에 걸쳐 있는 높이 1,365m의 산이다.

## 같이 보기
- 한국의 산